# Бирн-Эсири, Элли
Э́лли Бирн-Эси́ри (англ. Allie Byrne-Esiri; 1967) — английская актриса и писательница.

## Биография
Элли Бирн родилась в 1967 году в семье актёра Майкла Бирна.

## Карьера
В 1990—1999 года Элли сыграла в 18-ми фильмах и телесериалах, включая роль голубого чулка в фильме «Говардс-Энд» (1992).
После окончания кинокарьеры Элли занимается писательством.

## Личная жизнь
Элли замужем за Марком Эсири. У супругов есть двое детей.

## Избранная фильмография
| Год  |    | Русское название          | Оригинальное название    | Роль                     |
| ---- | -- | ------------------------- | ------------------------ | ------------------------ |
| 1990 | с  | Пуаро Агаты Кристи        | Agatha Christie's Poirot | Синтия Мардох            |
| 1992 | ф  | Говардс-Энд               | Howards End              | голубой чулок            |
| 1993 | с  | Криминальные истории      | Crime Story              | Шейла Бакли              |
| 1993 | ф  | Столетие                  | Century                  | первая девушка в подвале |
| 1995 | тф | Битва Шарпа               | Sharpe's Battle          | леди Кили                |
| 1998 | с  | Чисто английское убийство | The Bill                 | Хант                     |